# Ульріх фон Ліхтенштейн

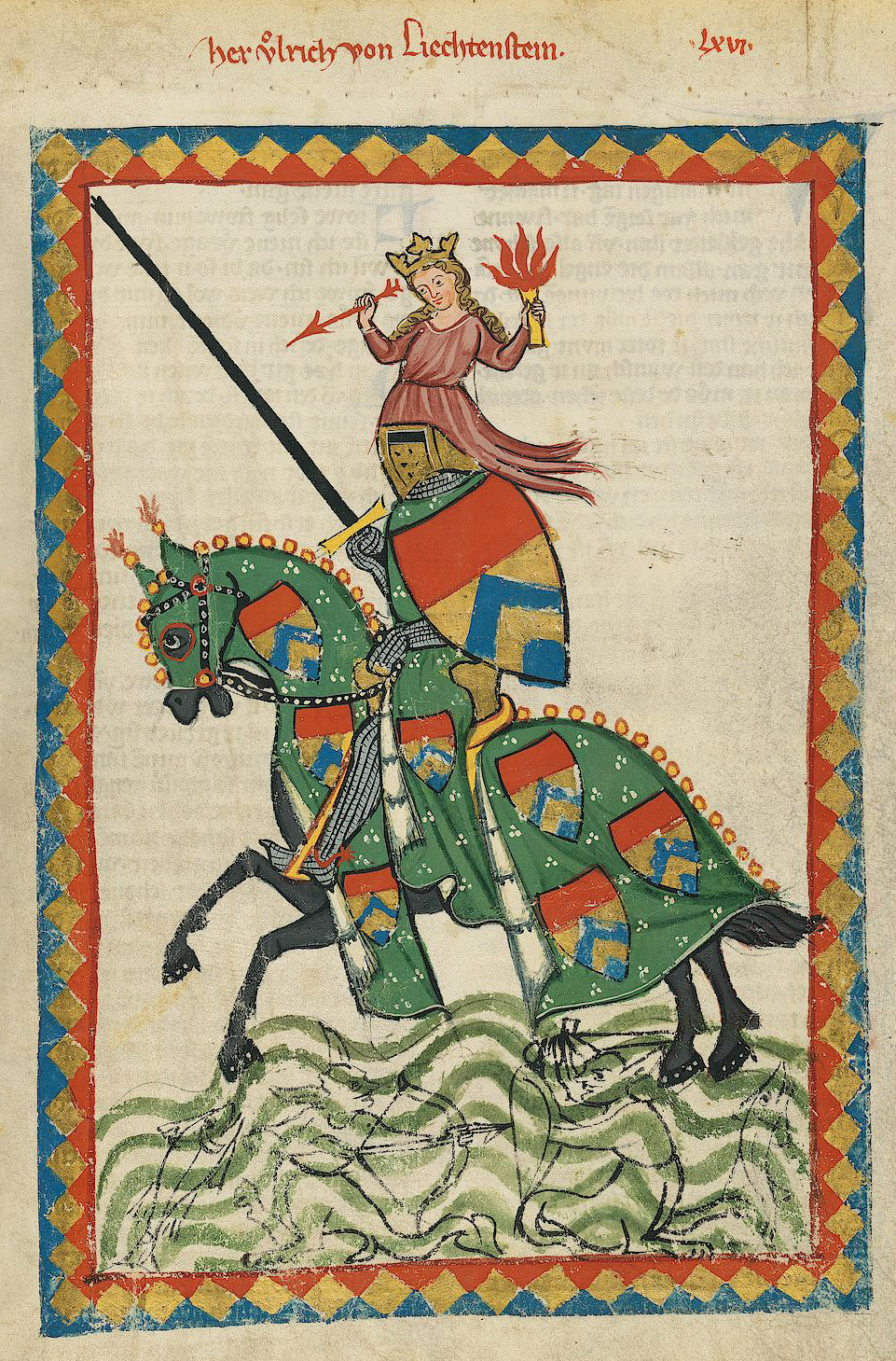
Зображення Ульріха фон Ліхтенштейна в Манесському кодексі

Ульріх фон Ліхтенштейн (бл. 1200, Мурау — † бл. 1275/1277) — середньовічний поет, мінезингер і політик, капітан (глава землі) Штирії.
Походив зі штирійських міністеріалів. Був прихильником Леопольда VI.
Уславився тим, що пройшов від Венеції до Відня, викликаючи кожного зустрічного лицаря на бій в ім'я Венери, римської богині кохання. Переміг всіх противників та зламав 307 списів. Завдяки своїй наполегливості та вмілому володінню мечем фон Ліхтенштейн заробив багато грошей на турнірах. Ульріх став відомим лицарем, прийняти його вважали за честь багато турнірів. Завдяки гучному імені й призовим він розбагатів. Втім в справжніх боях він ніяк себе не уславив, як і в шлюбі.
У 1227 і 1240 роках здійснив подорожі, які описав у куртуазному романі «Служіння дамам» (нім. Frauendienst, 1255). Також створив «Дамську книгу» (нім. Frauenbuch, 1257), теоретичний твір про любовну поезію, низку любовних пісень.
Свого часу Ульріх фон Ліхтенштейн був справжньою живою легендою, але зрештою він тихо помер у своєму маєтку.
У XIX столітті його творчість вивчав Теодор Георг Караян. Ім'я поета прийняв головний герой фільму «Історія лицаря» (2001).